# Навсифой (царь феаков)
Навсифой (др.-греч. Ναυσίθοος «стремительный мореплаватель») — персонаж древнегреческой мифологии. Вождь феаков. Переселил феаков на Схерию и основал город.
Сын Посейдона и Перибеи, дочери гиганта Эвримедона, отец Рексенора и Алкиноя. При нём феаков посетил Геракл.